# Diskomo
Diskomo to singel autorstwa awangardowej grupy The Residents wydany w 1979 roku i zawierający piosenki z płyty grupy pod tytułem Eskimo zagrane na nowo oraz zremiksowane w popularnym wówczas stylu disco. Na stronie B winyla znajduje się kompozycja Goosebumps będąca zbiorem znanych dziecięcych rymowanek zagrany na zabawkowych instrumentach muzycznych. Płyta została dwukrotnie wydana na płycie kompaktowej: w 1990 roku za sprawą duńskiej wytwórni Torso Records (z dodatkowymi utworami w postaci Whoopy Snorp, Saint Nix oraz całym Diskomo zagranym na żywo) oraz w 2000 roku była częścią (wraz z nowymi remiksami oraz wersjami koncertowymi) kompilacji zatytułowanej Diskomo 2000.

## Lista utworów
1. Diskomo
  1. Theme from the Walrus Hunt
  2. Bladder Music
  3. Crossing the Tundra
  4. Spirit Battle
  5. Sunrise
  6. Reprise Theme from the Walrus Hunt
2. Goosebump
  1. Disaster
  2. Plants
  3. Farmers
  4. Twinkle